# Sericoides magellanica
Sericoides magellanica är en skalbaggsart som beskrevs av Blanchard 1850. Sericoides magellanica ingår i släktet Sericoides och familjen Melolonthidae. Inga underarter finns listade i Catalogue of Life.